# Bistorta
La bistorta, llengua de bou o serpentària (Bistorta officinalis) és una planta natural del Paleàrtic (Europa i Àsia) i el Neàrtic (Amèrica del Nord). Creix en prats humits i ombrívols a les zones muntanyenques. Actualment es considera una sinonímia de Persicaria bistorta en haver-se transferit aquesta espècie al gènere Persicaria. Alguns autors el consideren un sinònim de Persicaria bistorta (L.) Samp. i uns altres un sinònim de Bistorta officinalis La bistorta prolifera en zones humides i prats entollats de muntanya. Les plantes d'aquesta espècie serveixen d'alimentació a les larves de les arnes Pseudeustrotia candidula i de les erugues de dues espècies de papallones, la donzella de la bistorta (Boloria eunomia) i el rar coure violeta (Lycaena helle).

## Morfologia
És una planta perennifòlia de 20-80 cm d'altura que viu en colònies. Amb tija erecta, té les fulles verdes/blavoses, ovals i cordades per la base, les que es troben a la base, amb llarg pecíol. Les flors són de color rosa, molt petites, amb una corol·la de cinc pètals agrupades en una espiga terminal cilíndrica, gran i densa que arriba a mesurar 15-25 cm d'altura. El rizoma és ric en tanins. El fruit és una petita núcula dehiscent, envoltada pel periant persistent.

## Usos

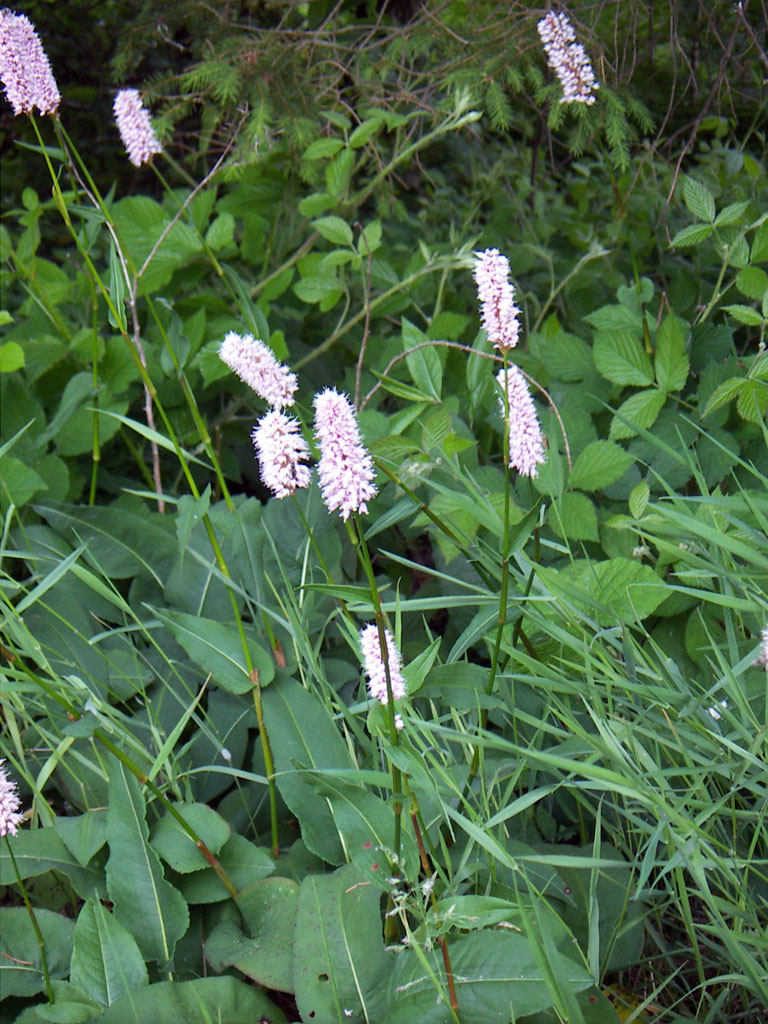
En el seu hàbitat

L'ús medicinal de la bistorta és antic, com ho demostra la seva presència en la Capitulare de villis vel curtis imperii, una ordre emesa per Carlemany que reclama als seus camps perquè conreïn una sèrie d'herbes i condiments incloent "dragantea" identificada actualment com Polygonum bistorta. Les arrels de la bistorta eren un component del diascordium pertanyent a la farmacopea marítima occidental del segle xviii.
Amb finalitats medicinals s'utilitzen les fulles i el rizoma que es recull en la primavera (parts aèria) i tardor (les parts subterrànies). Normalment s'utilitza a través de decoccions i infusions.
- Utilitzat com a tònic digestiu i contra la diarrea.
- La maceració del rizoma s'usa contra la disenteria i la leucorrea.
- En ser astringent s'aplica com a supositori per a les hemorroides.
- Productes químics: àcid oxàlic, midó, àcid gàl·lic, vitamina C, tanins i sucres.
- Propietats: antipirètic, astringent, antidiarreic, calmant, tònic i vulnerari. Les fulles actuen com hemostàtic. En l'antiguitat s'utilitzava per les seves propietats astringents per frenar el sagnat, úlceres, hemorroides i les ferides internes en general.